# Saturnia pinratanai
Saturnia pinratanai — вид метеликів родини сатурнієвих (Saturniidae).

## Поширення
Вид є ендеміком Таїланду, де відомий у районі гори Доїнтанон (провінція Чінгмай) та у провінції Сарабурі.

## Опис
Вид схожий на близькоспоріднені види Saturnia pyretorum (Westwood, 1848) та Saturnia cameronensis (Lemaire, 1979). Відрізняється від них серпоподібними вершинами передніх крил, сильно затемненим забарвленням крил та вусиків і деякими особливостями генітальних структур.